# Большое Замошье (Валдайский район)
Большое Замошье — деревня в Валдайском районе Новгородской области. Входит в состав Семёновщинского сельского поселения.

## География
Деревня расположена недалеко от районного центра — Валдая.

### Часовой пояс
Деревня Большое Замошье как и вся Новгородская область, находится в часовой зоне МСК (московское время). Смещение применяемого времени относительно UTC составляет +3:00.

## Население
| 2010 |
| ---- |
| 101  |